# あまみエフエム

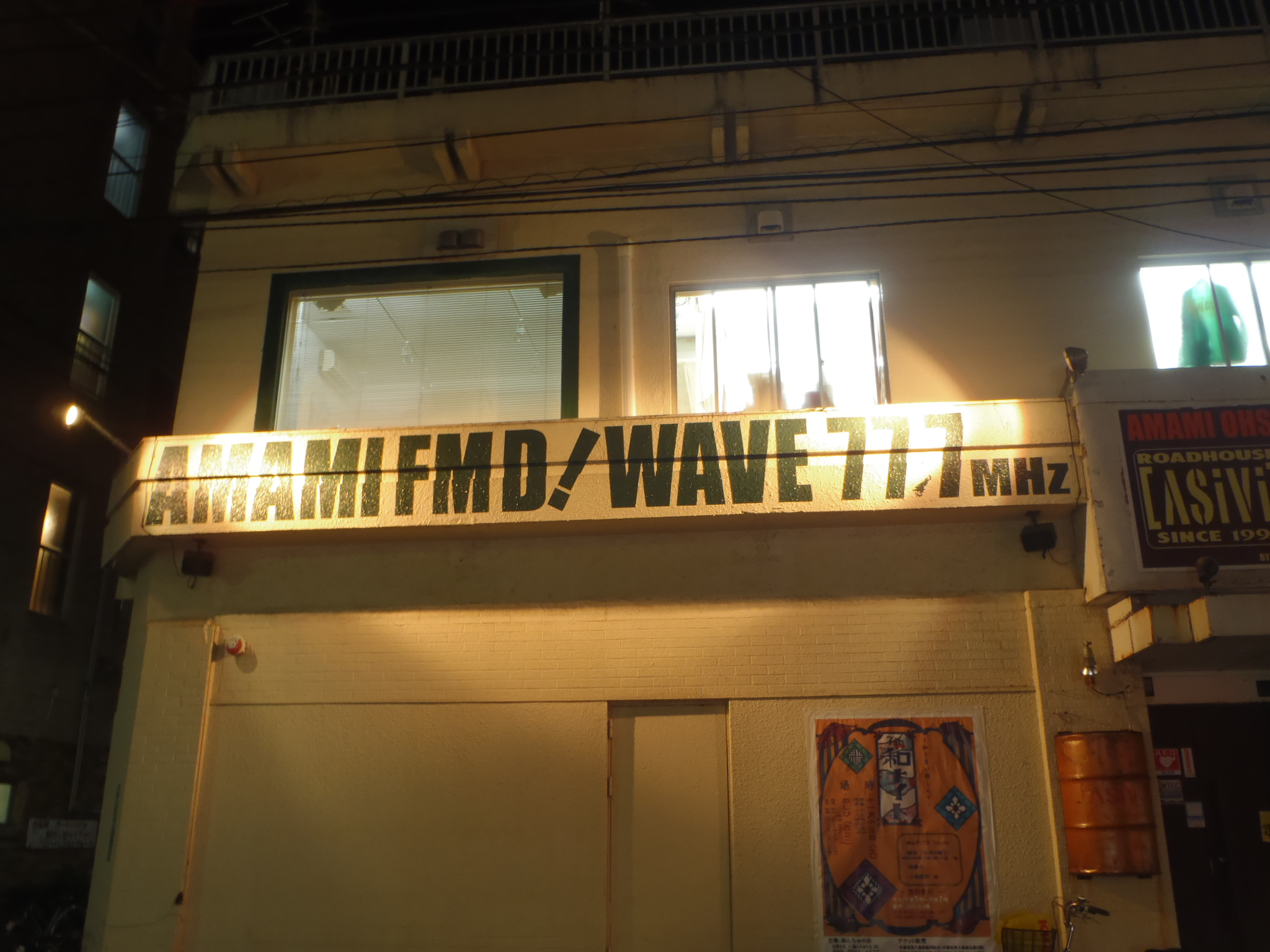
奄美群島最大の歓楽街、屋仁川通りにあるあまみエフエムのメインスタジオ

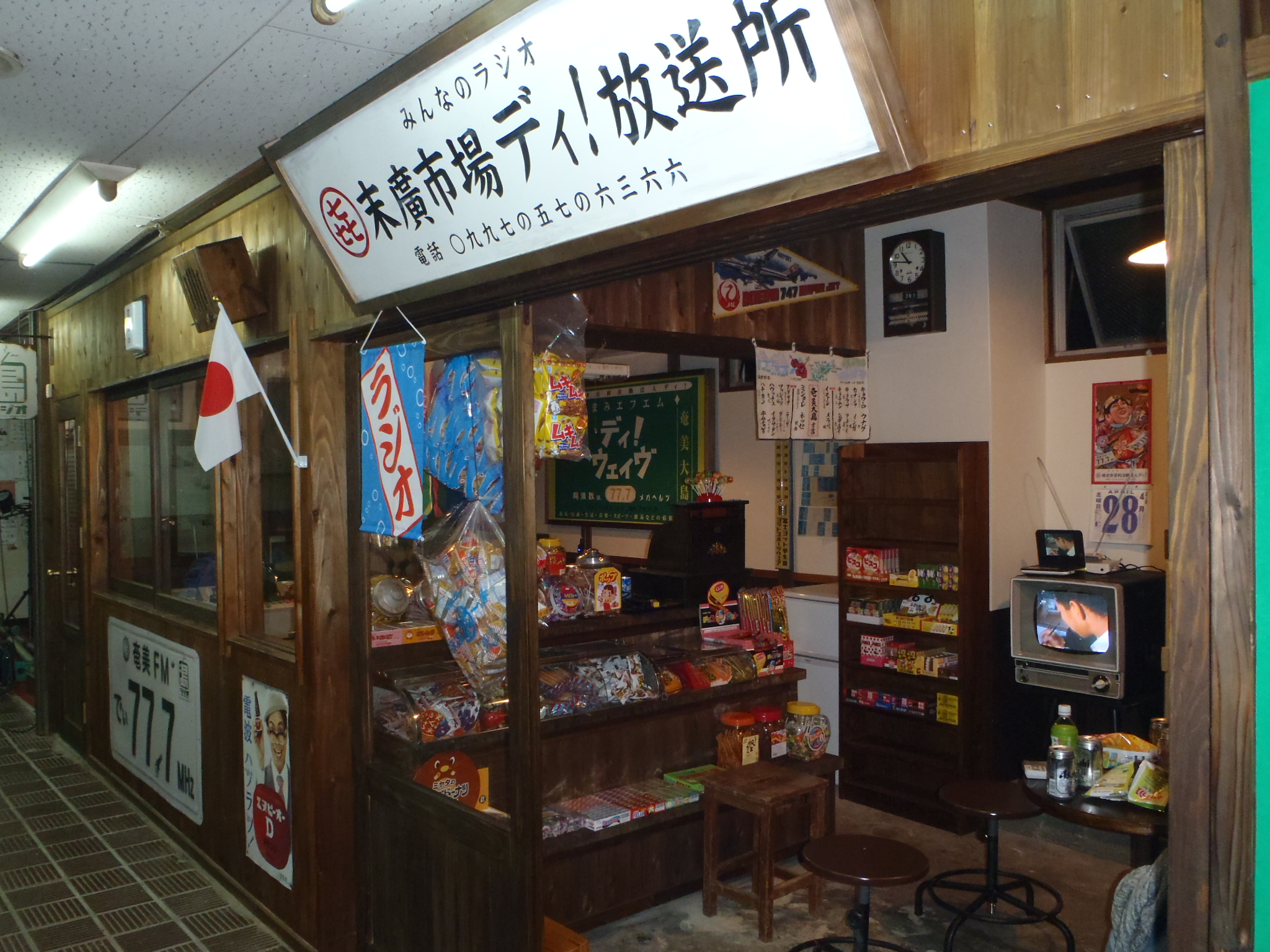
末広市場ディ!放送所

あまみエフエムは、鹿児島県奄美市、大和村の各一部地域を放送区域として超短波放送（FM放送）をする特定地上基幹放送事業者である特定非営利活動法人ディ!が保有する特定地上基幹放送局の呼出名称である。

## 概要
鹿児島県5局目のコミュニティ放送局であり、九州初の離島のコミュニティ放送局である。
愛称のディ！は英語の「Let's」や日本語の「さあ」にあたる奄美方言の勧誘の感嘆詞。発音は[dei]ではなく[di]。
免許人のディ!は島おこしのために2004年に設立された特定非営利活動法人（NPO法人）であり、地上基幹放送事業以外にも、島内外で行われるさまざまなイベントや事業などにも携わっている。代表理事は麓憲吾。
キャッチコピーは「シマッチュのシマッチュによるシマッチュのための島ラジオ」。シマ唄、奄美出身や在住アーティストによる自主番組、シマグチによるニュース、インタビューなど、奄美のシマにこだわった放送を行っている。自治体による広報も含め、地元に即した情報を提供しているため、例えば、毎年台風の通り道となっている奄美大島であるが、鹿児島市の局から放送される台風情報では奄美地方に関する詳細、タイムリーな情報が得られていなかった問題も解消した。
名瀬市街の南部にある名瀬クリーンセンター付近に送信所を置き、周波数77.7 MHz（開局当初は77.5 MHz）、出力20W（ERP14.8W、開局当初は22W）で送信。
正式には06:00-24:00の間が放送時間であるが、00:00 - 06:00は番組表外で『あまみエフエムアーカイブ』等として当日の再放送や音楽を流しており、実質24時間放送である。朝は「君が代」に続き、奄美方言によるラジオ体操第1から始まる。
開局申請時に需要の確認が必要とのことでサポーター会員を募集し、500人以上を集めて認可を得た。現在も運営費に充てる年会費を払うサポーター会員を募集している。

## 受信エリア
2012年5月1日現在
- 奄美市カバー率 ：84.99％
- 大和村カバー率 ：99.99％

奄美市の名瀬地区と笠利地区に挟まれた龍郷町の一部も放送が受信可能な区域内にあり、2010年4月には4割をカバーしているとしているが、後述の大和村の中継局の開設後は触れられていない。また、海を挟んだ隣島の喜界町の一部でも受信可能である。
2011年5月1日からはインターネットでの同時放送を終日行っており、関東地方、関西地方、九州地方にいる奄美出身者にも聴取者が少なくない。

## 沿革
- 2004年（平成16年）11月8日 - 特定非営利活動法人ディ!設立。
- 2007年（平成19年）
  - 2月28日 - 放送局（現・特定地上基幹放送局）の予備免許取得。
  - 4月25日 - 放送局の免許取得。放送区域は奄美市。
  - 5月1日 - 正午開局。奄美市をはじめ奄美群島には県域局のエフエム鹿児島が中継局を設置していないため、NHK-FM放送以外のFM局が初めて聴取できることとなった。
- 2009年（平成21年）
  - 5月1日 - 奄美市と災害時の放送に関する協定を締結。緊急性の高い災害時に市の防災無線室からの避難勧告、指示などを放送電波に割り込み緊急放送する体制を整える。
  - 7月7日 - 13時30分より、周波数を77.7MHzに変更。同時に、ERPも14.8Wに減力する。春先から夏場にかけてスポラディックE層発生時の異常伝播により、新潟県のFM新潟（周波数:77.5 MHz、出力:1 kW）との混信がみられるようになったことへの対策[4]。
    - 周波数変更後は、77.7MHzを使用している局はいずれも小出力の為、以前よりも混信は少なくなったものの、それでも周波数変更後の2012年の時点でも、スポラディックE層が原因とみられる受信障害の問い合わせはあるという[5]。
- 2010年（平成22年）
  - 1月4日 - この日に開局した、宇検村のエフエムうけんとの提携を開始。これに伴い、エフエムうけんへ、自局の生ワイド番組の同時ネットを開始する。
  - 5月1日 - 県と市の予算で、旧笠利町と旧住用村に中継局を設置する[6]。
  - 10月20日 - 奄美豪雨災害発生。奄美市との災害協定を元に災害情報を放送し、リスナーからの要望に応え被災者の安否確認情報も放送し、10月20日から10月24日20時まで24時間態勢で自主放送を行っていた。
- 2011年（平成23年）
  - 3月31日 - 気象庁名瀬測候所と、防災放送に関する協定を締結。
  - 5月1日 - インターネットでの同時放送を開始。wma形式で24時間終日配信、但し設備の都合上、モノラル配信となる[7]。
  - 6月 - 国土交通省 平成23年度土砂災害防止功労者として表彰される。
  - 11月 - 南日本新聞社 第62回南日本文化賞受賞。
- 2012年（平成24年）
  - 4月20日 -  大和村内の2中継局の免許取得[8]。放送区域に大和村の一部地域が加わる。県と大和村の予算で設置した。
  - 4月25日 - この日に開局した瀬戸内町のエフエムせとうちとの提携を開始。これに伴い、エフエムせとうちへも、自局の生ワイド番組の同時ネットを開始する。
  - 5月1日 - 大和村内の2中継局開局。大和村内のほぼ全世帯であまみエフエムを聴取できるようになった。
    - 戦後・日本復帰前後に形成され、かつて名瀬市街地の中心部であった末広市場内にサテライトスタジオ末広市場ディ!放送所を開設する。
- 2016年（平成28年）2月 - 鹿児島県より平成27年度鹿児島県共生・協働型地域コミュニティづくり推進優良団体表彰／NPO部門会長賞受賞。
- 2022年（令和4年）3月15日 - 笠利南中継局を開局[9]。

## 記念日
- 5月1日 - 開局記念日
- 11月10日 - シマ唄の日（あまみエフエムが制定）
  - 日付を横一列に並べた｜｜｜が三味線を、◯が奄美シマ唄に欠かせない締め太鼓ちぢんを表している。

## 主な自社制作番組

### 生ワイド番組
- スカンマーワイド!（月曜 - 土曜 07:15 - 09:00） - 「すぃかんまー」は「朝」。
- ヒマバン・ミショシーナ!（毎日 12:00 - 13:30） - 「昼食召し上がりましたか」の意。
- ゆぶぃニングアワー（毎日 17:30 - 19:00） - 「ゆぶぃ」は「夕方」。

上記の番組は、島内のFMうけんでも同時生放送されている。

### トーク、音楽番組
- ディ!お茶ど!（月曜 - 土曜 10:00 - 10:15、再放送 15:00 - 15:15、3:00 - 3:15） - 「さあ、お茶だよ」の意。
- The show must go on（月曜 16:00 - 16:30、再放送 22:00 - 22:30） - パーソナリティ：ヤマケン（山口健一郎）
- よりみち日記（火曜 16:00 - 16:30、再放送 22:00 - 22:30） - パーソナリティ：我那覇美奈
- ただいま、カサリン中です。（生放送 火曜 20:00 - 20:30、再放送 水曜 23:00 - 23:30） - パーソナリティ：カサリンチュ
- 風街ろまん（水曜 16:00 - 16:30、再放送 22:00 - 22:30） - パーソナリティ：SOUTH BLOW
- おるみさんのゆむゆむランド（生放送 木曜 13:00 - 14:00、再放送 19:00 - 20:00） - パーソナリティ：おるみさん
- ガンガンレディオ!!!（木曜 16:00 - 16:30、再放送 22:00 - 22:30） - パーソナリティ：平田輝
- ゆーきゃんの夜分にすいません part 3（木曜 22:00 - 22:30、再放送  金曜 23:00 - 23:30） - パーソナリティ：ゆーきゃん
- 拝みレディオ（金曜 16:00 - 16:15、再放送 20:00 - 20:15） - パーソナリティ：中孝介
- ドゥクサしもれよ〜（金曜 16:15 - 16:45、再放送 19:30 - 20:00） - 「元気でいろよ」の意。パーソナリティ：蛇三線ロックバンド〜ティダ〜
- Do you know me?（金曜 22:00 - 22:30、再放送 土曜 23:00 - 23:30） - 「どういう飲み?」の洒落。パーソナリティ：元ちとせ
- 夕すだみにSlow（生放送 土曜 16:00 - 16:30、再放送 土曜 20:00 - 20:30） - パーソナリティ：村松健
- 大使は気まぐれ、テゲテゲRADIO（不定期） - 「てげてげ」は「いいかげん」の意。パーソナリティ：ハシケン

### 時事、教養
- シマグチNEWS島ゆむTIME（日曜 10:00 - 10:23ごろ、再放送 月曜 0:00 - 0:23ごろ、9:15 - 9:38ごろ） - 新聞記事についての奄美方言による時事トーク。しまゆむた伝える会が担当。
- 放送ディ!学（火曜 13:30 - 14:30、再放送 19:00 - 20:00、水曜 13:30 - 14:30、19:00 - 20:00、日曜 9:00 - 10:00）